# Byrsocryptoides zelkovae
Byrsocryptoides zelkovae är en insektsart. Byrsocryptoides zelkovae ingår i släktet Byrsocryptoides och familjen långrörsbladlöss. Inga underarter finns listade i Catalogue of Life.